# Jérémie Porsan-Clemente
Jérémie Porsan-Clemente (Schœlcher, 16 december 1997) is een Frans voetballer die doorgaans als aanvaller speelt. Hij verruilde Olympique Marseille in juli 2017 voor Montpellier HSC.

## Clubcarrière
Porsan-Clemente komt uit de jeugdacademie van Olympique Marseille. Hij debuteerde op 17 augustus 2014 in het eerste elftal, tijdens een wedstrijd in de Ligue 1 tegen Montpellier. Hij mocht na 75 minuten invallen voor Florian Thauvin. Marseille verloor in het eigen Stade Vélodrome met 0-2 na doelpunten van Anthony Mounier en Morgan Sanson.
1 Dizdarević ·
3 Sylla ·
4 Kouyaté ·
5 Sagnan ·
6 Jullien ·
7 Nordin ·
8 Adams ·
9 Al-Taamari ·
10 Khazri ·
11 Savanier  ·
12 Ferri ·
13 Chotard ·
14 Maamma ·
15 Barès ·
16 Bertaud ·
17 Sainte-Luce ·
19 Nzingoula ·
20 Touré ·
21 Mincarelli ·
22 Fayad ·
27 Omeragić ·
29 Tchato ·
40 Lecomte ·
52 Maksimović ·
70 Coulibaly ·
77 Sacko ·
Coach: Gasset